# باساوانا
باساوانا (به هندی: ಬಸವಣ್ಣ)؛ (۱۱۳۴ – ۱۱۹۶) یک شاعر اهل هند بود.